# Keely Hodgkinson
Keely Nicole Hodgkinson (Wigan, 3 marzo 2002) è una mezzofondista britannica, campionessa olimpica a Parigi 2024.

## Biografia
I suoi primi successi a livello internazionale arrivarono nel 2018, quando si diplomò campionessa europea under 18 degli 800 metri piani ai campionati europei di categoria di Győr. L'anno successivo si classificò terza agli europei under 20, sempre sugli 800 metri piani. Sulla medesima distanza, nel 2020 conquistò il titolo di campionessa britannica sia al coperto che all'aperto, mentre nel 2021 fu campionessa europea agli europei indoor di Toruń e medaglia d'argento ai Giochi olimpici di Tokyo, siglando il nuovo record nazionale britannico con 1'55"88 e ponendosi alle spalle solamente della statunitense Athing Mu. Tra il 2022 e il 2023, invece, conquisterà due argenti mondiali, il suo primo oro europeo outdoor ed il suo secondo oro europeo indoor, sempre negli 800 metri piani.
Nel 2024 vince la medaglia d'oro negli 800 metri piani alle Olimpiadi di Parigi, con il crono di 1'56"72.

## Record nazionali
Seniores
- 600 metri piani indoor: 1'23"41 ( Manchester, 28 gennaio 2023)
- 800 metri piani: 1'54"61 ( Londra, 20 luglio 2024)
- 800 metri piani indoor: 1'57"18 ( Birmingham, 25 febbraio 2023)

Under 20
- 800 metri piani: 1'55"88 ( Tokyo, 3 agosto 2021)
- 800 metri piani indoor: 1'57"20 ( Birmingham, 19 febbraio 2022)

## Progressione

### 800 metri piani
| Stagione | Tempo   | Luogo    | Data      | Rank. Mond. |
| -------- | ------- | -------- | --------- | ----------- |
| 2024     | 1'54"61 | Londra   | 20-7-2024 |             |
| 2023     | 1'55"77 | Parigi   | 9-6-2023  |             |
| 2022     | 1'56"38 | Eugene   | 24-7-2022 | 2ª          |
| 2021     | 1'55"88 | Tokyo    | 3-8-2021  | 2ª          |
| 2020     | 2'01"73 | Rovereto | 8-9-2020  | 49ª         |
| 2019     | 2'03"40 | Borås    | 20-7-2019 | 167ª        |
| 2018     | 2'04"26 | Watford  | 26-5-2018 | 225ª        |
| 2017     | 2'06"85 | Bedford  | 27-8-2017 | 473ª        |
| 2016     | 2'12"53 | Bedford  | 28-8-2016 | 1829ª       |

### 800 metri piani indoor
| Stagione | Tempo   | Luogo      | Data      | Rank. Mond. |
| -------- | ------- | ---------- | --------- | ----------- |
| 2022/23  | 1'57"18 | Birmingham | 25-2-2023 |             |
| 2021/22  | 1'57"87 | Toruń      | 8-2-2023  |             |
| 2021/22  | 1'57"20 | Birmingham | 19-2-2022 | 1ª          |
| 2020/21  | 1'59"03 | Vienna     | 30-1-2021 | 4ª          |
| 2019/20  | 2'01"16 | Vienna     | 1-2-2020  | 13ª         |

## Palmarès
| Anno                                  | Manifestazione          | Sede       | Evento      | Risultato | Prestazione | Note                                     |
| ------------------------------------- | ----------------------- | ---------- | ----------- | --------- | ----------- | ---------------------------------------- |
| In rappresentanza della Gran Bretagna |                         |            |             |           |             |                                          |
| 2018                                  | Europei U18             | Győr       | 800 m piani | Oro       | 2'04"84     |                                          |
| 2019                                  | Europei U20             | Borås      | 800 m piani | Bronzo    | 2'03"40     |                                          |
| 2021                                  | Europei indoor          | Toruń      | 800 m piani | Oro       | 2'03"88     |                                          |
| 2021                                  | Giochi olimpici         | Tokyo      | 800 m piani | Argento   | 1'55"88     | Record nazionale                         |
| 2022                                  | Mondiali indoor         | Belgrado   | 800 m piani | Batteria  | dns         |                                          |
| 2022                                  | Mondiali                | Eugene     | 800 m piani | Argento   | 1'56"38     | Miglior prestazione personale stagionale |
| 2022                                  | Europei                 | Monaco     | 800 m piani | Oro       | 1'59"04     |                                          |
| 2023                                  | Europei indoor          | Istanbul   | 800 m piani | Oro       | 1'58"66     |                                          |
| 2023                                  | Europei U23             | Espoo      | 400 m piani | Bronzo    | 51"76       | Miglior prestazione personale            |
| 2023                                  | Mondiali                | Budapest   | 800 m piani | Argento   | 1'56"34     |                                          |
| 2024                                  | Europei                 | Roma       | 800 m piani | Oro       | 1'58"65     |                                          |
| 2024                                  | Giochi olimpici         | Parigi     | 800 m piani | Oro       | 1'56"72     |                                          |
| In rappresentanza dell' Inghilterra   |                         |            |             |           |             |                                          |
| 2022                                  | Giochi del Commonwealth | Birmingham | 800 m piani | Argento   | 1'57"40     |                                          |

## Campionati nazionali
- 1 volta campionessa nazionale assoluta degli 800 m piani (2020)
- 1 volta campionessa nazionale assoluta degli 800 m piani indoor (2020)

2018
- Oro ai campionati britannici juniores, 800 m piani - 2'04"41

2019
- Argento ai campionati britannici juniores, 800 m piani - 2'05"77

2020
- Oro ai campionati britannici indoor, 800 m piani - 2'04"37
- Oro ai campionati britannici, 800 m piani - 2'03"24

2021
- Oro ai campionati britannici, 800 m piani - 1'59"61

2022
- Argento ai campionati britannici indoor, 400 m piani - 52"42

## Altre competizioni internazionali
2021
- 4ª al Bauhaus-Galan ( Stoccolma), 800 m piani - 1'57"71
- Oro al Weltklasse Zürich ( Zurigo), 800 m piani - 1'57"98
- 5ª al Prefontaine Classic ( Eugene), 800 m piani - 1'58"30
- Argento al Memorial Van Damme ( Bruxelles), 800 m piani - 1'58"16
- 5ª al Doha Diamond League ( Doha), 800 m piani - 2'00"63
- Vincitrice della Diamond League nella specialità degli 800 m piani

2022
- Oro al Prefontaine Classic ( Eugene), 800 m piani - 1'57"72
- Oro ai Bislett Games ( Oslo), 800 m piani - 1'57"71
- Argento al Bauhaus-Galan ( Stoccolma), 800 m piani - 1'58"18
- Oro al British Grand Prix ( Birmingham), 800 m piani - 1'58"63
- 5ª alla Weltklasse Zürich ( Zurigo), 800 m piani - 1'59"06

2023
- Oro al Meeting de Paris ( Parigi), 800 m piani - 1'55"77
- Vincitrice del World Athletics Indoor Tour 2023 nella specialità degli 800 m piani
- Oro alla Birmingham World Indoor Tour Final ( Birmingham), 800 m piani indoor - 1'57"09
- Oro al Manchester World Indoor Tour ( Manchester), 600 m piani indoor - 1'23"41
- Argento all'Athletissima ( Losanna), 800 m piani - 1'58"37
- Argento al Prefontaine Classic ( Eugene), 800 m piani - 1'55"19

2024
- Oro al Prefontaine Classic ( Eugene), 800 m piani - 1'55"78
- Oro al London Athletics Meet 2024 ( Londra), 800 m piani - 1'54"61

2025
- Oro all'Athletissima ( Losanna), 800 m piani - 1'55"69